# José Marfil Peralta
José Marfil Peralta (Rincón de la Victoria, 9 de fevereiro de 1921 – Maureillas-las-lllas, 7 de junho de 2018) foi um soldado espanhol, escritor e combatente na II Guerra Mundial.

## Biografia
Como resultado de suas experiências como prisioneiro, Marfil escreveu a autobiografia vivi o inferno Nazista (Yo sobreviví al infierno nazista). Após a sua libertação, ele continuou a sua vida em francês exílio até sua morte, em 2018.